# Хонда, Котаро
Котаро Хонда (яп. 本多 光太郎, Honda Kōtarō; 1870—1954) — японский физик и металлург, за свои достижения в области изучения свойств стали известен, как «железный бог» и «отец стали», 7-й президент Университета Тохоку.

## Биография
Учился на физическом факультете Токийского Императорского университета (1894—1897). Ученик физика Нагаока Хантаро. Преподаватель в Токийском университете (с 1901). Совершенствовал знания в заграничной командировке в Германии и Великобритании (1907—1911). Получил должность профессора физики (1911) на открывшемся естественнонаучном факультете Императорского университета Тохоку.

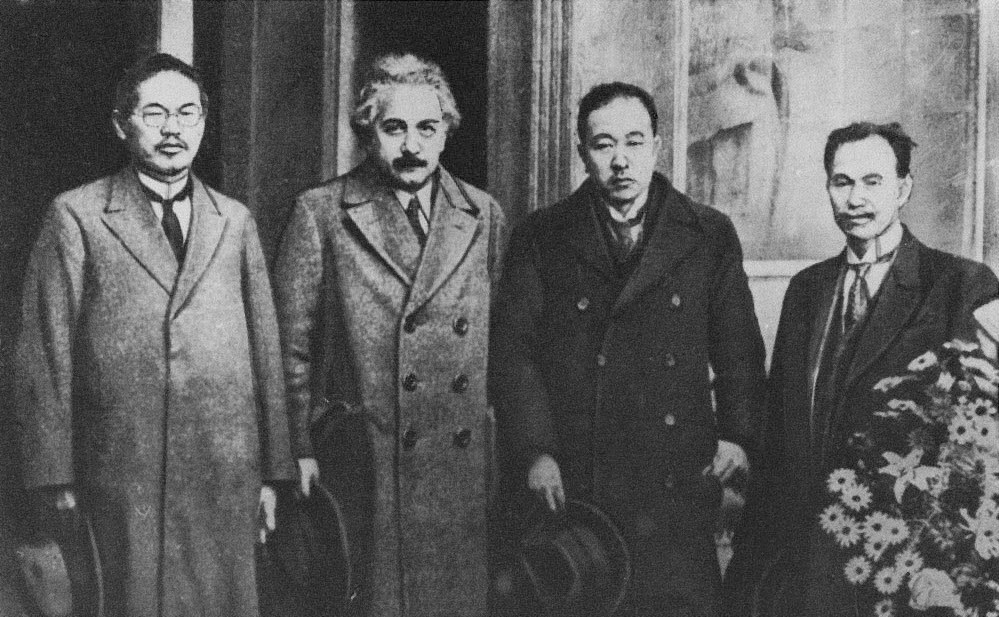
Котаро Хонда, Альберт Эйнштейн, Keiichi Aichi и Sirouta Kusukabe во время визита Альберта Эйнштейна в университет Тохоку (1922)

Профессор (1911—1933) и 7-й президент университета Тохоку (1931—1940), директор Института стали (1919—1933 и 1944—1947).
Хонда вместе с академиком Токиацу Ходзё, основали исследовательский институт, который был поддержан семьей Сумитомо. Позже он был переименован в Научно-исследовательский институт металлических материалов.
Основные исследования Котаро проводил в области магнетизма, физики металлов и сплавов. Изобрёл ряд марок сталей, в частности сталь КS (сокр. от Kichiei Sumitomo) (1917). Магнитостойкая сталь KS в три раза более устойчива, чем вольфрамовая сталь. Этот материал, имеющий магнетосопротивление 250 эрстед, был разработан в результате тщательных фундаментальных исследований стали и сплавов. Позже он улучшил свою разработку, создав сталь NKS (1934).
Хонда был номинирован на Нобелевскую премию по физике (1932) и был одним из первых, кто был награждён орденом культуры, когда он был создан (1937). Он также был награждён медалью Эллиота Крессона Института Франклина (1931) и стал заслуженным деятелем культуры (1951). Хонда был посмертно награждён Орденом Восходящего солнца.
Скончался 12 февраля 1954 года в возрасте 83-х лет. Похоронен на кладбище города Окадзаки.

### Награды
- 1916 — Премия Японской академии наук
- 1931 — Медаль Эллиота Крессона
- 1937 — Орден Культуры
- 1951 — Заслуженный деятель культуры Японии[англ.]